# Hoplammophila
Hoplammophila de Beaumont, 1960 è un genere di insetti apoidei appartenente alla famiglia Sphecidae.

## Tassonomia
Il genere è formato da 4 specie:
- Hoplammophila aemulans (Kohl, 1901)
- Hoplammophila anatolica (de Beaumont, 1960)
- Hoplammophila armata (Illiger, 1807)
- Hoplammophila clypeata (Mocsáry, 1883)

In Italia sono presenti le specie H. armata e H. clypeata .